# ジェニー・シリーズ
ジェニー・シリーズとは、漫画家の河惣益巳が描く漫画のシリーズ名である。白泉社『花とゆめ』1985年5月増刊号に1作目を発表。以後、主として同社の雑誌『EPO』（休刊）および『別冊花とゆめ』に、不定期掲載されている。

## 概要
ユージェニー・ヴィクトリア・スミス、通称ジェニーと呼ばれる女戦士の生涯を描くシリーズで、同じ作者の『ツーリング・エクスプレス』シリーズとは物語世界や登場人物を共有する、双子シリーズである。作者によれば、1984年9月30日に都内の旅館で川原泉と2人でカンヅメにされていた時、川原が「外人部隊みたいなものを描かれる気は無いですか?」と提案したのが、本作品を描き始めたきっかけだという。なお、作中での時間の進み方は不自然で、ジェニーの出産時期から考えて既に20歳前後になっているはずの子供たちは、現在も小学生である。が、『ドラえもん』や『サザエさん』のように永遠に同じ年齢に留まるというわけではなく、それぞれのキャラクターは2年に1歳程度のペースで年を取っているようである。

## 登場人物

### スミス家の人々
主人公ユージェニー・ヴィクトリア・スミスについてはユージェニー・ヴィクトリア・スミスを参照。
ナシオナル・アラルコン・スミス
ジェニーの父親。黒髪に緑の瞳。通称「キング・ナシオ」。
元々はアメリカに亡命してきたスペインの没落貴族アラルコン家の長男の息子であったが、アメリカ陸軍に入って頭角を現わし、軍閥スミス家の先代当主・アイザックに目をかけられて彼の一人娘であるグレイス・コロンビアの夫として養子に迎えられ、後に当主となる。元アメリカ陸軍元帥。現在は国防省の高官で、単独の命令で戦略ミサイルを発射できる地位にある。アメリカ軍内部においては密かに大統領より権力があるとされ、軍内部の信望も厚い。アルフレッド・ロジャースと同じく最強の兵士であったとされる。
自分を重用してくれたアイザックを「オヤジさん」と呼んで心酔しており、半ば彼のためにグレイスと結婚したと言っても過言ではない。グレイスとの間に一男三女をもうけたことになっているが、この中で実際にナシオナルの血を引いているのは末子のジェニーだけである。またグレイスの次女であるキャシーが彼の子を身ごもった結果、息子アース・ラシドをもうけているが、作中では「自分の子供はジェニーだけ」と言い続けていた。しかし、後にラシドと実際に会った後は意気投合し、ローリーの養子にすることに決めた。
リチャード・ローレンス・スミス
愛称ローリー。金髪碧眼。表向きはナシオナルの長男であるが、ナシオナルとの血のつながりは無く実父はウォルターである。ジェニーの異父兄。アメリカ陸軍大佐、国防総省勤務。
ジェニーに兄としての感情以上のものを抱いており、影からジェニーを支え続けている。母グレイスの意向に事あるごとに逆らい、母の持ち込んだ見合いも断って、ジェニーの息子2人の内のどちらかを養子に迎えるつもりでいた。
グレイス・コロンビア・スミス
ナシオナルの妻。ジェニーの母親。金髪碧眼。
若い頃から美しく、気位が高い。誰もが褒め称える自分の前でも不遜な態度を崩さず、また父の愛情を奪っていった（と感じた）ナシオとは初めから反りが合わなかった。
ナシオとの結婚後もウォルターとの関係は続き、ローリーの他にも2人の子供をもうけた。ナシオの子供が生まれないことに業を煮やしたアイザックの催促で、ナシオとウォルターが共謀し、グレイスはナシオの子供を身篭る。妊娠中はウォルターの子供だと思って慈しんでいたジェニーが、実はナシオの子供であることに気付いた瞬間から、ジェニーを憎み抜いて数回の暗殺計画を立てる。様々なショックが重なり、精神疾患を発症してスイスで療養していた。その頃はフューチャー、ホープとも仲良く過ごし、ジェニーを「あの子が生まれるのを楽しみにしていた」「私のトリア」と呼ぶなど、体裁と正気を失ったがゆえの心情を語ることもあった。後、ドゥシャに殺害される。
ウォルター・シュワード
グレイスの従兄。グロリアという姉がいる。現代アメリカを代表する具象画家。
グレイスとはナシオとの結婚前から深い関係にあった。彼が描いた人物画はグレイスだけということもあり、上流社会では「ジェニー以外のスミス家の3人の子供はすべてウォルターの子である」ことは公然の秘密だった。グレイスがジェニーを出産するまでの間、それがナシオの子だと気づかれないようにする為、ナシオと共謀してグレイスを騙していた。そのことを悔いてか、グレイスの望みを全面的に受け入れることが多く、ジェニーの留守中にホープとフューチャーを連れ去ろうとするグレイスに手を貸したこともあった。
精神を病んだグレイスの介護を担当していたが、通りすがりを装ったドウシャに心臓を一突きにされ殺された。
グロリア
ウォルターの姉。昔は男遊びの派手な女性で、夫がいるにもかかわらずナシオナルと肉体関係を持ったが、次第に思慮分別を備えた大人の女性に変貌し、グレイスを諭すまでに至った。しかし、ナシオとの関係を含む過去の男性とのことが障害になり、グレイスの心を動かすことは出来なかった。
メアリ・ジェーン・スミス
ジェニーの異父姉でグレイスとウォルターの長女。
ジェニーに対しては母親のような優しさを示していたが、気が弱く大人しい性格の為、母に逆らえなかったことを悔いていた。アルドバラ公爵の孫と結婚するが、政治家である舅、学者である夫、二人の息子共々IRAのテロに遭い死亡。ジェニーの傭兵引退の直接のきっかけとなった。
アン・キャロライン・スミス
愛称キャシー。ジェニーの異父姉でグレイスの次女。
ジェニーより１歳年上で、グレイスに容姿も性格も最も似ており、母に溺愛されていた。離婚歴あり。
少女の頃から、血の繋がっていない父のナシオナルに想いを寄せていた。実はジェニーを妹として愛し彼女の才能を高く評価していた。
ナシオナルを愛するあまり、彼に媚薬を盛り関係を持つ（ナシオナルはグレイスと見間違えた）。結果、ナシオナルの子を妊娠したが、ムーレイ国王が（ナシオの子を非嫡出子にしない為に）自分の妃として迎えたため、表向きはムーレイ国王の子供となっている。
息子アース・ラシドの出産が難産であったことと、その後一度もナシオナルが会いに来てくれなかったことで心身ともに弱り、息子を産んだ６ヶ月後衰弱死する。

### 傭兵達
アルフレッド・ロジャーズ
元アメリカ軍兵士でフリーの傭兵隊長。アイルランド系6世。通称「レッド」あるいは「魔の赤 (Evil Red)」。
ジェニーの副官としてベトナム戦争を戦う。ジェニーと仲間達を逃がして北ベトナム軍に捕らえられた後、軍事的才能を認められ、旧ソビエト軍の傭兵としてアフガニスタン紛争に参加した。戦闘の最中にジェニーの傭兵部隊と接触したことでジェニーの生存を知り、旧ソビエト軍から脱走した。この時かかった追っ手を単身で返り討ちにしたと述懐している。帰国後、アメリカ軍人でありながらソ連軍に協力していたことが問題視され、軍事法廷にかけられるも何とか無罪放免となり、除隊。その後はジェニーの傭兵部隊に参加する。最終階級は少尉。
陸軍軍人として最高の素質を持っているとされ、作中でも白兵戦から狙撃、部隊の指揮まで高いレベルでオールマイティにこなしている。女性としてのジェニーを愛し何度か告白しているが、夫ブライアンとその息子達の存在を知り、ジェニーと子供達を守ることを生涯の仕事と心に誓った。傭兵としての評価は非常に高く、現在もNATO軍やイギリス軍の仕事を時折請け負い、引退したジェニーに代わり傭兵団の指揮も執る。
後にジェニーと愛し合うようになり、愛娘スウ（スカーレット）を儲ける。
ジョージ・アレク
通称ジョー。黒人の巨漢。ベトナム戦争時代からジェニーに付き従っている傭兵。ジェニーのことを「隊長」と呼んだこともあるが、これはベトナム戦争時代にジェニーがジョーの隊の隊長を務めていたことによる。レッドも同じ部隊にいた。
ジェニーが傭兵を引退した後はアルドバラ公爵家の食客のような形で、ジェニーと二人の子供達を守っている。温厚な性格の持ち主。最終階級は軍曹。
ロバート
元軍医で、ジェニーの傭兵団の古株。第1話から登場。冷静で理知的。エール大学を首席で卒業するほどの将来を嘱望された医師であったはずだが、なぜかジェニーの後を追い掛け回す。傭兵としての能力も水準以上である。
ジェニーの傭兵引退後は、アルドバラ公爵家の主治医兼家庭教師として活動。ウォルターと共にホープ達を誘拐しようとしてホープ達の級友達に逆襲されたグレイスが体調を崩した際、その手当てをしながらもジェニー暗殺未遂の件を糾弾した。
ジュリアン
ジェニーの傭兵団の古株。第1話から登場。直毛の長い金髪が目印の美丈夫。フランス系。
その容姿ゆえ、タキシードなどの正装が似合うので、ドレスアップしたジェニーのボディガードを務めたことがある。場合によっては女装もする。
ジョー達とは違い、アルドバラ公爵家に住み込んでいるような描写は無いが、公爵一家の外出の際には護衛役兼子守となっている。「ツーリングエクスプレス」シリーズのシャルルを当初は女性だと思っていた。
エルンスト
通称エリー。ジェニーの傭兵団の古株。第1話から登場。ドイツ系であり、黒い長髪が目印。
途中参加でありながらジェニーに馴れ馴れしくし、挙句愛の告白まで堂々とやってのけたレッドに嫉妬し、他の傭兵仲間と共に拳でリンチにしようとして返り討ちに遭った。それによりレッドの強さを認め、アメリカ軍の刑を終えて戻ってくるまで、ジェニーがどこへも行かないよう見張っている、と約束した。
現在はジョー達とは違い、アルドバラ公爵家にはちょくちょく足を運んでいるが、住んではいないようである。ただし公爵一家の外出時には護衛役兼子守となっていることが多い。
ペドロ
ジェニーの傭兵団の古株。第1話から登場。くせ毛で胸毛が濃い大柄な戦士、スペイン系。彼もアルドバラ公爵家にはちょくちょく足を運んでいるが、住み込んでいるような描写は無い。
エンツォ
ジェニーの傭兵団の古株。第1話から登場。童顔、左頬に十字傷がある、イタリア系。彼もアルドバラ公爵家にはちょくちょく足を運んでいるが、住み込んでいるような描写は無い。
チェン
ジェニーの傭兵団の古株。第1話から登場。長い黒髪で顔に大きな三日月傷がある。中国系。彼もアルドバラ公爵家にはちょくちょく足を運んでいるが、住み込んでいるような描写は無い。
ジェニーを共に追い掛け回した仲間には、他にニコライ（ロシア系）やルシュド（アラビア系）、ラオ（東南アジア系）などがいる。この内、ニコライはチェンと共に戦死した。
チェスター
1巻で、東南アジア駐留のアメリカ軍から抜け出してジェニーの傭兵団に参加。サングラスと長いもみあげが特徴。
しばらくは中核メンバーとして活動する。炎の月 文庫版３巻のおまけ漫画で、牧場繁忙期の時期にアルドバラ東入り口に隣接するアシュレイ牧場の未亡人と知り合い、結婚することが判明。
ヘルドゥシャ・アシュハ
アゼルバイジャン出身の元傭兵。通称ドゥシャ、「地獄のドウシャ＝ヘル・ドウシャ」とも。ナイフ戦闘を得意とし、アルフレッドでさえ彼との白兵戦には二の足を踏むとされる。
ブラーク王国王弟イズニークと彼の双児の弟ベイシェヒール（イスラフィールの叔父）を抱き込んで対米テロを計画したが露見、ジェニーの部隊に阻まれた。スイスではグレイスとウォルターを殺害し、己の後継者として中央アジアイスラム連邦樹立の指導者にするためフューチャーを拉致する。最終的にフューチャーはジェニーによって奪還され、ドゥシャ自身もジェニーによって半殺しにされる。ロシアの石油王の一人娘である10歳の幼な妻アラルの母親ヌールと恋に落ちて出奔。アルドバラ公爵家の食客となった後、一度死んだことにして、カザフスタンに戻った。出奔と同時にイスラム・ゲリラからも足を洗った。
妻ヌールとの間に自身に似た長男キロヴと妻に似た次男シェイフがいる。アラルの異母妹になる娘を産んだら許すと言われたが、作中ではその条件を満たしていない。

### ジェニーの家族
ブライアン・テイラー
ジェニーの夫。天才ヴァイオリニスト。ニューヨークのイースト・ヴィレッジ出身。マーカイ・ウェイン牧師の孤児院で育ち、幼少の頃からバイオリンを学ぶ。「祭壇の前に、まるで捧げるように置かれていた」捨て子だったとのこと。
ジュリアード音楽院でジェニーと知り合い愛し合うが、ナシオによって、ジェニーから引き離すためにウィーンに留学させられ、プロのバイオリニストとして世界中を飛び回る。後に日本でジェニーと再会し、ウィーンで結婚するが、パリでの演奏会直前に交通事故で死亡する。モンマルトル墓地に眠る。
フューチャー・テイラー
ジェニーの生んだ双子の一人。ホープの兄。
生まれた時はシャム双生児。分離手術後、心臓移植が必要なほどの状態であったため通常より成長が遅い。ジェニーから軍事的才能を受け継いでいる。チェスの名手。ロジナルドに頼まれ狂言誘拐に協力した時、共に過ごしたロマの少女アリシアに好意を寄せたり、ヘルドゥシャ・アシュハによってカザフスタンに拉致された際に、アシュハの妻アラルに想いを寄せたりと、少々惚れっぽい所がある。イスラム教に改宗し正式にアラルの婚約者となり、完結巻の第3話で結婚した。現在は中央アジアにイスラム国家によるEU型の経済共同体を作ることを目指している。
ドゥシャにさえ、「肝が据わった性格」と言われるほど、年に似合わず、落ち着いた性格。
ホープ・テイラー
ジェニーの生んだ双子の一人。
生まれた時は所謂シャム双生児。帝王切開だった。
両親から音楽的才能、特にヴァイオリニストの才能を受け継いでおり、ジュリアード音楽院でのジェニーの恩師であるサリヴァン教授も、初めて彼の演奏を聴いた瞬間にブライアンの気配を感じた。このニューヨーク訪問時にマーカイ・ウェイン牧師から亡父の愛器を託された（この楽器は無銘ながらアントニオ・ストラディバリやグァルネリ製作のオールド・ヴァイオリンに匹敵する名器であるらしい）。
スティーブン・アーサーJr
アーサー王子の息子。望んだことではなかったにせよ、妊娠を知った時、ジェニーは「自分の子を諦めることはあり得ない」と出産を一切迷わず、その後も母として愛情を注いでいる。先代の老公爵スティーブン3世（サード）の名から名付けられ、未来のザ・デューク・オブ・アルドバラ・スティーブン4世（フォース）である。
帝王切開での出産ではあったが、異父兄たちとは違い健康体で生まれてきた。アーサー王子と同じ金髪をしており、顔立ちも父親譲り。性格も似ているらしく、父と同様にレッドに懐いて彼にベッタリで父親はレッドだと思っている。王家の血を引いているため、将来はアルドバラ公爵を受け継がせることをジェニーが決めた。ホープやフューチャー同様、生きて父親に会うことは叶わなかった。
スカーレット
愛称はスウ。レッドとジェニーの間に生まれた末子にして長女、ジェニーにとっては初めての娘である。ジェニーの傭兵仲間達には面識のあった次姉キャロラインに似ていると評されたが、ジェニー曰く姉よりも祖母であるグレイスに似ているとのこと。親バカ全開でレッドが甘やかしたため、完全オレ様仕様のマイペース。好き嫌いが凄まじくハッキリしており、ツンデレ。
生後暫くは父親譲りの赤毛と母親譲りの深緑色（ビリジアン・グリーン）の瞳だったが、母親と再会した頃には金髪に変わっていた。
男親オンリーで育った所為か、一人称は「オレ」の"オレ少女"である。ファザコンで、レッドが一番。母親に似ているという理由で欲しがるラシドは眼中にない。またレッドがジェニーは最高だと母親を褒めちぎったため、ジェニーもまた一番だと主張した。

### 英国王室
エリザベス2世
英国女王。ジェニーの能力に惚れ込んでおり、事あるごとに難題を持ち込んでジェニーを困らせたり怒らせたりしている。また女王にとってジェニーは本音で話が出来る相手の一人らしく、何かと口実を作っては自邸に呼んでいる。
アーサー
英国王太子の長男であり、女王の孫。女王に溺愛されていた。
ジェニーに惚れており、ジェニーを酔い潰して一夜を共にするという暴挙に出る。その後、ジェニーの心を無視して身体を奪ったことを謝罪した上で改めて求婚し、ジェニーの赴任先であるアフガニスタンまで追いかけてきてしまう。
妊娠していたジェニーが戦線離脱した後、兵士としての責任をとるためにアフガニスタンに残るもマスコミから逃れるために本来1期だった任期が3期に伸びてしまう。
その後、ゲリラからの襲撃を受けた際、巻き込まれた親子を助けようとして死亡した。ジェニーを女性として愛していると思い込んで戦場まで追いかけてきたが、実は傭兵達と同類でありジェニーの"炎"に魅せられた一人だったと、死の直前に自覚し弟フレドにもそう告げた。
フレデリック・ジョン・ヘンリー
愛称はフレド。女王のもう一人の孫。
ジェニーに惚れたアーサーをサポートしていたが、アフガニスタンまで行ってしまった時には流石に焦り、レッドたち傭兵を護衛として雇い入れた。リズ・ローズにマザコンゆえの恋心を抱くもそれを疎んだ彼女に嵌められ、亡き前夫の兄の娘に引き合わされ結婚させられそうになるが、完結巻でグラストン男爵令嬢レベッカと出会う。当初は彼女をイモ娘と嫌悪したが、牧場の仕事等をテキパキとこなす彼女に次第に惹かれて愛し合うようになり、結婚して長男フランシスを儲けた。

### ブラーク王国
ムーレイ２世
中東にあるブラーク王国の王。東をイラン、西をシリア、北をトルコ、南をイラクに囲まれた小国を統治し、民を導こうと心を砕いていた。
血の繋がりの無い父ナシオナルに恋い焦がれ窶れるキャシーを見かねて、王家秘蔵の媚薬を渡して彼女の妊娠の原因を作ったため、ナシオの怒りを買ってしまう。その子を非嫡子にしないためにキャシーを正妃として娶った。国と国民のために努力を重ねるも、目先の反米感情しか頭にない国民の暴動に激高し、衛星放送で「好きで王様をやっていた訳じゃない! そんなに辞めて欲しいなら辞めてやる!!」という捨て台詞を退位宣言とし亡命後に正式に退位した。その後、スミス家の牧場の責任者になった。元々馬の交配が趣味で、国王時代も王室専用の牧場で馬に愛情を注いでいた。
イスラフィール
ブラーク王国の王太子。ムーレイ２世の息子。ジェニーらとの交流の中で人間的な成長を見せている。
リトル・ヴィクトリアに想いを寄せており、それとは伝えずダイヤモンドのペンダントを水晶として送り求婚した。返事はリトル・ヴィクトリアがダイヤモンドだと気づいた時にだと、密かにダイヤモンドだと察したジェニーにだけ伝えた。「炎の月」最終巻ではかなりしっかりした青年に成長しており、国の状勢を考えフューチャーにアース・ラシドを亡命させてくれるよう頼んだ。完結巻では少し登場するも直接的な発言はなく、父ムーレイの口から、オックスフォード大学に留学しリトル・ヴィクトリアと婚約した近況が語られた。
アース・ラシド
血縁上はナシオナルとキャシーの子であり、ジェニーの異母弟また甥でもある。しかし、表向きにはムーレイ2世とキャシーの子でありイスラフィールの異母弟。出自を知らないため、ムーレイを父だと信じて疑わない。
ナシオナルと同じく黒髪に緑色の瞳をしている。後に実父であるナシオナルと会った後は意気投合し、認知はされなかったものの伯父ローリーの養子となる事が決定した。
物心つく前に母を亡くしたせいか母の面影を追い求めているマザコンの一面があり、母キャシーの顔立ちを色濃く受け継ぐ従妹スウに一目惚れするも、レッド一筋のファザコンな彼女には全く相手にされなかった。

### アルドバラ関係者
サムエル、シャーロット、ディック
アルドバラ領地の牧場に住まう親子。ディックはホープとフューチャーの同級生でもあり、身分を超えた、仲の良い友人同士である。
ゼノア、ワリド
イスラエル人とパレスチナ人の夫婦。お互いに、祖国よりも愛する人を選び、国外逃亡しようとしていたところを、ジェニーにアルドバラへ連れてこられる。
ガブリエル
ゼノアとワリドの長女。ゼノア譲りの薄い髪の色と、ワリド譲りの浅黒い肌を持つ。誰に対しても笑顔で接する物怖じしない性格で、マイケルという弟がいる。
ヴィクトリア・ブルーム
通称、リトル・ヴィクトリア。またはヴィー。イスラフィールの婚約者。
兵士としてジェニーに憧れる父親ヴィクター・ブルームが、ジェニーのミドルネームから名づけた。
ブルームらイスラエル軍傭兵に強姦されたパレスチナ女性が生んだ子供。そのことを悔いたブルームに育てられるが、彼はリトル・ヴィクトリアの母である女性の自爆テロを防いで諸共に死亡。以後アルドバラ公爵家が養育を引き受けることになる。エリザベス2世とその孫のアーサーが後見人だった。
ガブリエルとよく似た薄い色の髪と浅黒い肌をしており、姉妹のような間柄。また、ホープやフューチャーにとっても妹のような存在。
イスラフィールとは両思いであり、ダイヤモンドのペンダントを贈られた当時は求婚の証だと知らなかったが、後に愛し合い婚約した。
ガブリエルが生まれた時からお守りをしており、その後もキロヴやマイケルの世話もしてきたことで、赤ん坊の世話はかなりの腕前。ジェニーがブラークへ赴いた際にも、アーサーJrの世話を一手に引き受けた。

### ムハイール関係者
アラル・ムハイール
カザフスタンの石油王シャムス・ムハイールの遺児。
フューチャーが誘拐された時に出会い、最初は反発していたものの次第に仲良くなる。その後、改宗したフューチャーと正式に婚約し、最終巻で結婚している。
キロヴ誕生当初は、弟ばかりを大切にする母・ヌールに怒りを覚えていたものの、フューチャーとの婚約を機に、今度は妹を産んでくれることを条件に彼女を許すと告げている。
ヌール
アラルとキロヴとシェイフの母親。
シャムス・ムハイールの妻であったが親同士の決めたことであり、ドゥシャと愛し合うようになってからシャムスのことが大嫌いだったことに気づいた。シャムスの子であるアラルと、ドゥシャの子であるキロヴをどうしても比較してしまい、アラルには悪いと思いながらも同列には愛せないと言っている。
キロヴァバード
愛称は「キロヴ」。ドゥシャとヌールの長男であり、アラルの異父弟。父親によく似ている。
最初の内、アラルはキロヴに嫉妬していたが、後々姉弟仲は改善している。
シェイフナイ
愛称は「シェイフ」。ドゥシャとヌールの次男であり、アラルの異父弟。母親に瓜二つなのに男児であるため、妹を欲しがっているアラルにはどうして妹じゃないのかとぼやかれた。
カリムハーン、アリシェール
通称カリムとアリ。ドゥシャを指導者と仰ぐ、カザフスタンの闘士である少年たち。
テロリストであったが、フューチャーの説得と、ドゥシャに言われて赴いた戦地で体験したことから、テロでは何も解決せず、より大きな力には太刀打ちできないことを悟った。

### その他の人物
コリンズ・サリヴァン
ジュリアード音楽院のピアノ科の教授。
ジェニー達がまだ幼かった頃、ピアノの才覚を現し始めたジェニーに対し、グレイスがアン・キャロラインの為にスミス邸に招いた。キャシーには才がないとして帰ろうとした際、ジェニーが難易度の高い曲の楽譜を持っていたのをきっかけにその演奏を聴いていたく感動し、最初はスミス邸に通って、後にジュリアード音楽院に呼び寄せて、ジェニーに英才教育を施した。
指導は厳しいが弟子思いの一面もあり、ジェニーがアルドバラ公爵家を継承した後に再会した時には涙を流して喜んだ。
エリーゼ・パトラーシュ
旧姓ブライア。ジュリアード音楽院時代からのジェニーの親友で、「アポロンの竪琴」と賞されるほどの美声を持つソプラノ声楽家。歳若く周囲に溶け込めなかったジェニーの最初の友人だった。
独裁者一族の男の誘惑を拒絶したことで迫害されても、あくまで祖国に留まった愛国者。虐げられていた母国の人々をその歌声で鼓舞し、独裁政権打倒の立役者となったが、著名なピアニストである夫、夫の才能を受け継いだ娘と共に、ウィーンでのネオナチのテロの標的とされ殺害される。
ロジナルド・デ・ビエナ
スペイン・カスティーリャ＝ラ・マンチャ州の郷士アラルコン家の血を引く男。スペイン軍所属。彼の曾祖母がナシオの父の妹であるため、ジェニーにとってははとこの子(はとこ甥)に当たる。NATOの演習で、無謀な行動をした結果遭難しかけたところをジェニーに助けられる。
外見は驚くほど若い頃のナシオナルに似ているが性格は正反対で、「涙は男の武器」なところがあり、かなりの甘ちゃん。
危篤状態にある曾祖母を安らかに眠らせるため、ナシオナルにアラルコンの財産を譲ることで「アラルコンの呪い（ロジナルドの曽祖父、祖父、父親等、アラルコン家の財産を継ぐ者は皆早世するという噂）」を解こうと考え、ジェニー母子を味方につけて一芝居打つも真相が露見。それでもナシオナルに銃を突きつけて曾祖母の前に引っ張っていくが、曾祖母はナシオナルが吐いた父（曾祖母の兄）に対する罵詈雑言を聞きながら死去し、それを阻止しようと発砲しかけたところで、愛想を尽かしたジェニーに拘束された。しかし、米軍実力者であるナシオナルに対する脅迫等の罪で軍法会議にかけられるところを、ジェロスに裏事情を聞かされたジェニーが父の暴言を詫びる意味で脱走の手引きをし、現在はジェロスらロマ達に匿われ逃亡中。
ジェロス
ビエナ家所有の農地で季節労働者として働くロマの一員。整った顔立ちをしていることから、恋愛問題が絶えない。
過去に人妻に手を出したことから、その夫に殺されかけたが、ロジナルドの曾祖母によって救われた。その恩を返すべく、ロジナルドの救出協力をジェニーに要請する。その際、ホープとフューチャーを利用しながら台無しにしたロジナルドに怒っていたジェニーに、ロジナルドの曾祖母の人柄と願いを話し、最終的には協力を得た。
アリシア
ホープたちと同年代の少女。ジェロスの妹にしか見えないが、実の娘。顔立ちは父親似。
ジェロスが人妻との間に作った子であり、夫によって堕胎されかけたところをロジナルドの曾祖母が救い、出産後、父親であるジェロスに渡された。
フューチャーの初恋の相手だが、ジェニーに「ファザコンは手強い」と言われるほどジェロス一筋。

## 書誌情報

### 単行本
- 河惣益巳 『ジハード〈聖戦〉 ジェニー・シリーズ1』 白泉社〈花とゆめコミックス〉、1987年4月25日発行、ISBN 4-592-11891-X
- 河惣益巳 『クロス・メモリー ジェニー・シリーズ2』 白泉社〈花とゆめコミックス〉、1988年2月25日発行、ISBN 4-592-11892-8
- 河惣益巳 『オール・レッド ジェニー・シリーズ3』 白泉社〈花とゆめコミックス〉、1989年6月25日発行、ISBN 4-592-11505-8
- 河惣益巳 『月蝕 ジェニー・シリーズ4』 白泉社〈花とゆめコミックス〉、1990年12月25日発行、ISBN 4-592-12537-1
- 河惣益巳 『ユングフラウ ジェニー・シリーズ5』 白泉社〈花とゆめコミックス〉、2000年3月25日発行、ISBN 4-592-17203-5
- 河惣益巳 『ヒート・イースト ジェニー・シリーズ6』 白泉社〈花とゆめコミックス〉、2000年7月25日発行、ISBN 4-592-17204-3
- 河惣益巳 『GIキング ジェニー・シリーズ7』 白泉社〈花とゆめコミックス〉、2001年4月25日発行、ISBN 4-592-17205-1
- 河惣益巳 『ルナティック ジェニー・シリーズ8』 白泉社〈花とゆめコミックス〉、2001年7月25日発行、ISBN 4-592-17206-X
- 河惣益巳 『ソル・イ・ソンブラ ジェニー・シリーズ9』 白泉社〈花とゆめコミックス〉、2002年1月25日発行、ISBN 4-592-17208-6
- 河惣益巳 『クルセイダー ジェニー・シリーズ10』 白泉社〈花とゆめコミックス〉、2002年12月25日発行、ISBN 4-592-17209-4
- 河惣益巳 『炎の月 ジェニー・シリーズ11』 白泉社〈花とゆめコミックス〉、全7巻
  1. 2003年6月19日発売、ISBN 978-4-592-17210-9
  2. 2004年7月16日発売、ISBN 978-4-592-17211-6
  3. 2005年10月19日発売、ISBN 978-4-592-17212-3
  4. 2006年11月17日発売、ISBN 978-4-592-17213-0
  5. 2008年2月19日発売、ISBN 978-4-592-17214-7
  6. 2009年8月19日発売、ISBN 978-4-592-18021-0
  7. 2011年9月20日発売、ISBN 978-4-592-19262-6
- 河惣益巳 『スカーレット ジェニー・シリーズ12』 白泉社〈花とゆめコミックス〉、2013年10月18日発売、ISBN 978-4-592-21400-7

### 文庫
- 河惣益巳 『ジェニー』 白泉社〈白泉社文庫〉、全5巻　※シリーズ1 - 10までを収録。
  1. 2008年1月11日発売、ISBN 978-4-592-88673-0
  2. 2008年9月12日発売、ISBN 978-4-592-88674-7
  3. 2009年3月13日発売、ISBN 978-4-592-88675-4
  4. 2009年11月17日発売、ISBN 978-4-592-88676-1
  5. 2010年9月15日発売、ISBN 978-4-592-88677-8
- 河惣益巳 『ジェニー 炎の月』 白泉社〈白泉社文庫〉、全4巻　※シリーズ11、12を収録。
  1. 2015年3月13日発売、ISBN 978-4-592-89058-4
  2. 2015年5月15日発売、ISBN 978-4-592-89059-1
  3. 2015年7月15日発売、ISBN 978-4-592-89061-4
  4. 2015年9月15日発売、ISBN 978-4-592-89062-1

### その他
- 『ツーリング・エクスプレス』の単行本に収録[3]
  - ツーリング・エクスプレス15巻（文庫8巻）収録「狂宴」「花闇」
  - ツーリング・エクスプレス18巻（文庫9巻）収録「パラダイス―楽園―」　
  - ツーリング・エクスプレス23巻（文庫12巻）収録「テロリスト―暗殺者―」

## 注
1. ↑  気づいて堕胎しないように。
2. ↑  ドゥシャはかつてアフガニスタン駐留ソビエト陸軍でアルフレッドと同じ部隊に所属していた。
3. ↑  「テロリスト」はジェニーが傭兵を引退する重要なエピソード